# グレート・アーティスト

グレートアーティスト ノーズアート

グレート・アーティスト（英: The Great Artiste）は、第二次世界大戦時のアメリカ軍第509混成部隊に所属したB-29長距離通常爆撃機の機名（機体番号44-27353）。
同機もまたB-29爆撃機の中で原爆投下用の改造が施された（シルバープレート）15機のうちの一機である。
1945年8月6日の「エノラ・ゲイ」による広島への原子爆弾「リトルボーイ」投下の際は被害の科学的調査のために観測機として参加している（詳細記事：広島原爆投下）。
1945年8月9日に長崎への原子爆弾「ファットマン」を投下した「ボックスカー」の操縦士チャールズ・スウィーニー少佐の通常の搭乗機だった。また、「ボックスカー」の機長フレデリック・ボック少佐は、観測機として長崎へ「グレート・アーティスト」を操縦した（そのため後に長崎への原爆投下時の両機の機長が間違われる原因となっている）。
「グレート・アーティスト」は当初は福岡県小倉市（現：北九州市）に投下される計画だった（実際には長崎に投下されたが）原爆の投下機としてアサインされた。しかし、広島へエノラ・ゲイが投下した原子爆弾、「リトルボーイ」による被害の観測機としての複雑な科学設備が前の任務からすでに搭載されており、別の機体にこの装備を移動させる際に発生する問題を回避するために、最終的に両機の乗組員は任務と機体を交換することが決定された。
チャールズ・スウィーニー少佐の回想によれば、「グレート・アーティスト」という機名は、スウィーニー少佐の乗組員チームに属した爆撃手レイモンド・カーミット・ビーハン大尉（Capt. Raymond "Kermit" Beahan）に敬意を表したものであり、ビーハン大尉が爆撃照準の達人（アーティスト）であるという意味と、女性にもてるという意味で女性に対する達人（アーティスト）であるという二重の意味があったという。

## 広島原爆

### 出撃命令35号
「出撃命令35号」は別称として「野戦命令13号」、「特殊爆撃任務13号」、「センターボードI 作戦」などがある。攻撃目標は、広島工業市街地域。
気象観測機3機が1945年8月6日、01：37（マリアナ時間。日本時間00：37）離陸。それぞれ広島、小倉、長崎の気象観測に向かった　。
| 機体番号 | 機体名                 | ビクターナンバー | 機長       | クルー No | 目的地 |
| -------- | ---------------------- | ---------------- | ---------- | --------- | ------ |
| 298      | フルハウス             | 83               | テイラー   | A-1       | 長崎   |
| 303      | ジャビット3世          | 71               | ウィルソン | B-6       | 小倉   |
| 301      | ストレート・フラッシュ | 85               | エザリー   | C-11      | 広島   |
| 302      | トップ・シークレット   | 72               | 予備機     |           |        |

到着後、暗号無線で気象状況を連絡したあと帰投。13：55（マリアナ時間。日本時間12：55）にテニアン島北飛行場に着陸。
攻撃機　292号（エノラ・ゲイ）　ビクターナンバー82　　機長ティベッツ、02：45離陸（マリアナ時間、日本時間では01:45）。353号（グレート・アーティスト）　ビクターナンバー89　機長スウィーニーは2分後離陸。291号（ネセサリ－・イーブル）　ビクターナンバー91　機長マクォートはさらに2分後離陸。硫黄島上空で合流し広島へ向かった。エノラ・ゲイの右側後方を写真撮影機291号　ビクターナンバー91機長マクォート、左側後方をグレート・アーティストが飛行した。
表にまとめると、次のようになる。
| 機体番号 | 機体名                 | ビクターナンバー | 機長         | クルー No | 任務                     |
| -------- | ---------------------- | ---------------- | ------------ | --------- | ------------------------ |
| 292      | エノラ・ゲイ           | 82               | ティベッツ   | B-9       | 原爆「リトルボーイ」投下 |
| 353      | グレート・アーティスト | 89               | スウィーニー | C-15      | ラジオゾンデ投下         |
| 291      | ネセサリー・エビル     | 91               | マクォート   | B-10      | 写真撮影                 |
| 354      | ビッグ・スティンク     | 90               | マックナイト | B-8       | 硫黄島にて待機           |
| 304      | アップ・アン・アトム   | 88               |              |           | マクォートのための予備機 |

三原上空で攻撃始点に入るとビクターナンバー91号は左へ360°旋回して2機を追う隊形をとった。これはコックピットからFastax高速度カメラを使って科学者バーナード・ウォルドマン（Bernard Waldman）が爆発の瞬間を撮影するためであった。
354号　ビッグ・スティンク　ビクターナンバー 90　マックナイト（B-8） が緊急の場合に備えて、硫黄島に駐機した。2：50（マリアナ時間。日本時間1：50）テニアン島北飛行場を離陸。しかし、呼び出されることはなかったので帰着した。15：45（マリアナ時間。日本時間14：45）着陸。
日本時間08:15にエノラ・ゲイではノルデン爆撃照準器を使って目視で相生橋にねらいを定め、原爆L11「リトルボーイ」を投下。エノラ・ゲイは右へ旋回急降下を開始、グレート・アーティストは3個のラジオゾンデを投下して安全確保のため155度左へ旋回急降下して爆発点から遠ざかった。ビクターナンバー91では動画撮影が行われた。基地へ帰還後、現像処理が行われたが映像は得られなかった。
ウラニウム、ウラン235原爆 L1「リトルボーイ」は、当時の細工町19番地（現　広島市中区大手町1丁目5－25　島内科医院）島病院の上空580ｍで炸裂した。
このとき、目標地区は2/10の低い雲が覆っていた。気圧高度30,200フィートで投弾。爆撃の結果は「優秀」と報告。
エノラ・ゲイは、14：58（マリアナ時間。日本時間では13：58）、あと2機は、15：07と15：35（マリアナ時間。日本時間14：07と14：35）にテニアン島北飛行場に着陸。ティベッツ大佐は、駐機場に降り立つと、栄誉十字章を受賞、戦略空軍総司令官カール・スパーツ少将から胸に着けて貰う。他の12人には銀星章が授与された。

### 「グレート・アーティスト」の搭乗員（広島原爆）

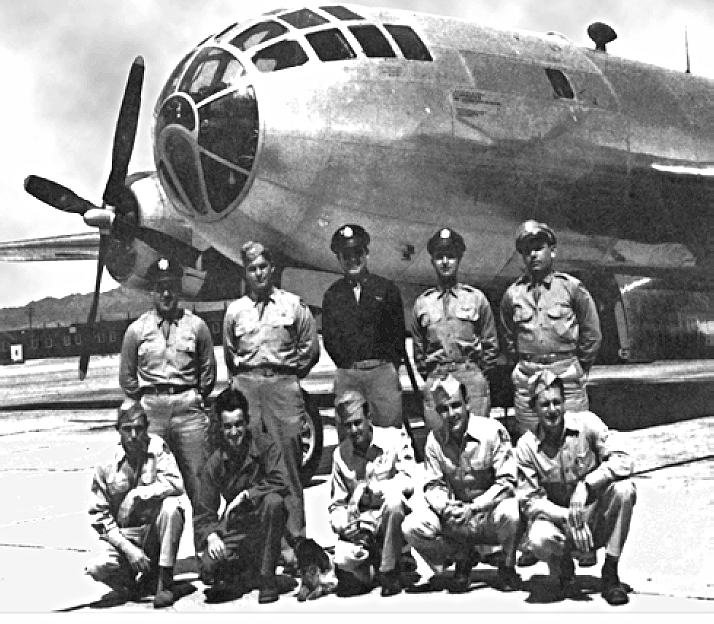
クルー C-15の乗組員。
前列左から: デハート・クハレク・バックレイ・ ギャラーガー・スピッツアー
後列左から:オリビー・ビーハン・スウィーニー・バンペルト・オルベリー

- 機長：チャールズ・スウィーニー / Charles W. Sweeney[12]

- 操縦士：チャールズ・ドナルド・オルベリー / Charles Donald Albury[13]

- 副操縦士：フレッド・オリビー / Fred Olivi [14]

このとき、副機長オリビーは、作戦に参加することはなく、テニアン基地に残留となった。B-29「エノラ・ゲイ」の副機長リチャード・マクナマラ（Richard McNamara）とともに基地で過ごした。グレート・アーティストが帰着しても出迎えには行かなかった。夕食後、オフィスクラブで、オルバリーとビーハンに初めて原爆投下のようすをたずねた。
- 航法士：ジェームス・バンペルト / James Van Pelt[17]

- 爆撃士：レイモンド・カーミット・ビーハン / Raymond "Kermit" Beahan[18]

- 無線通信士：エイブ・スピッアー / Abe Spitzer[19][20]
- 航空機関士：ジョン・D・クハレク　/ John D. Kuharek[21][22]

- 銃座担当士・副航空機関士：レイ・ギャラガー / Ray Gallagher[23][24]
- レーダー担当士：エドワード・バックレイ / Edward Buckley[25]

- 後部銃座担当士：アルベルト・デハート / Albert Dehart[26][27]

### ラジオゾンデによる爆発威力の測定（広島原爆）

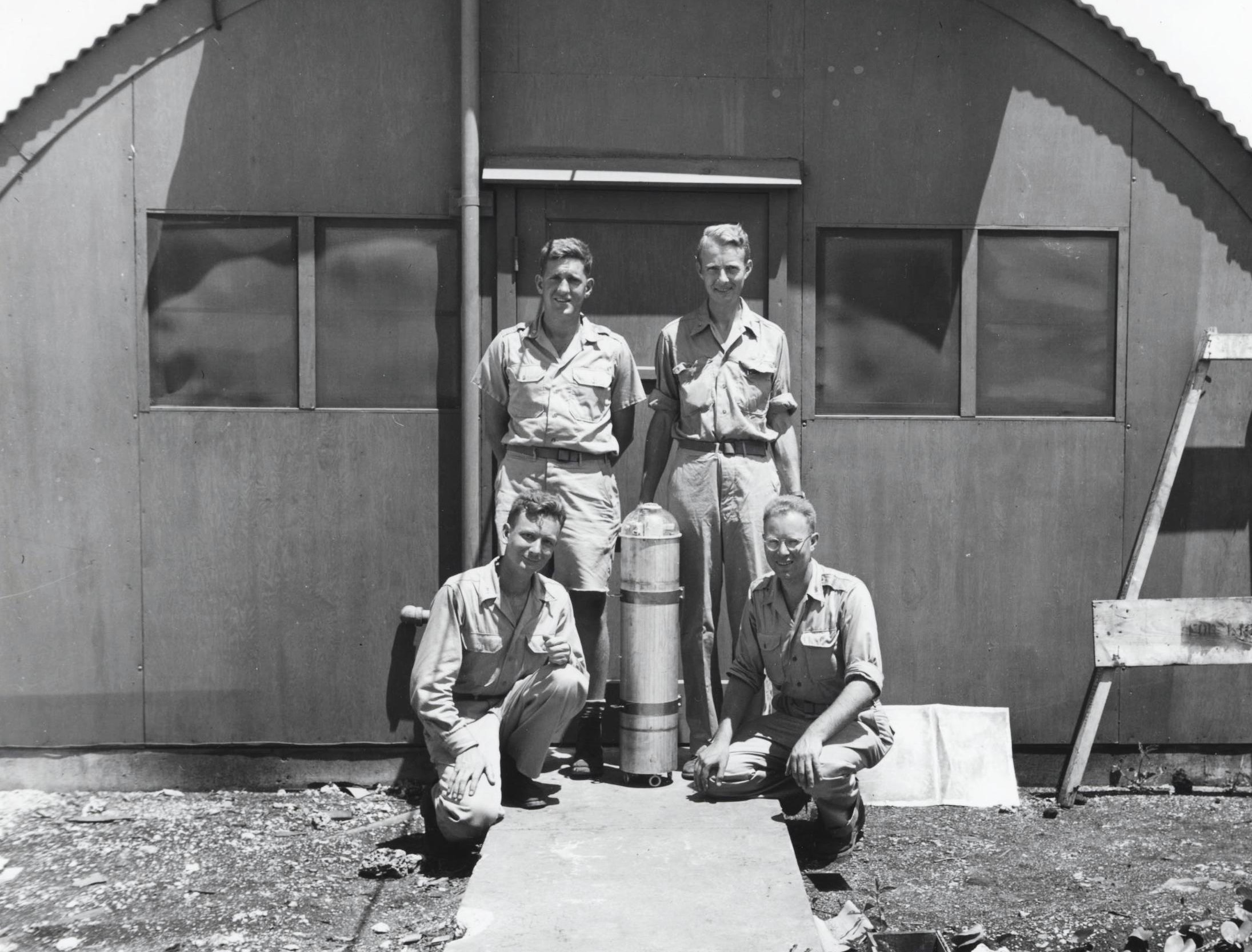
テニアン基地にて、ラジオゾンデを囲んで。
立っている二人、左から右へ。ハロルド・アグニュー（Harold Agnew）、ルイス・アルヴァレズ（Luis Alvarez）。
座っている二人、左から右へ。ローレンス・H・ジョンストン、バーナード・ウォルドマン（Bernard Waldman）。

機体後方のコンパートメントに測定機器を設置して、原爆投下直後に落下傘を取り付けた3個のラジオゾンデを投下。それぞれのラジオゾンデから発信されるFM電波を受信して爆発威力を3台の測定装置で記録した。オシロスコープに表示される爆発波形を16mm動画撮影カメラで記録するために3名が必要であった。トリニティ実験では核物質としてプルトニウム（プルトニウム239）が使用された。その威力の測定はアメリカ国内の地上で可能だった。しかし、広島で使用された原子爆弾は、核物質がウラニウム（ウラン235）であり、爆発時の爆弾としての威力の測定は行われていなかった。さらに、敵国の日本で使用するため地上で測定することは不可能であった。原爆開発に関わった科学者たちはその威力測定に強い関心があった。そのため、上空から測定することが行われた。
投下されたラジオゾンデは、安佐郡亀山村附近の山中に3個とも落下した。
これに関わった同乗者は、以下の3名である。
- ルイス・アルヴァレズ/ Luis Alvarez - 物理学者、1968年にノーベル物理学賞。
- ハロルド・アグニュー / Harold Agnew
- ローレンス・H・ジョンストン / Lawrence H. Johnston

ラジオゾンデ（Blast-gauge canisters）は、アメリカのロスアラモス( Los Alamos)にある、ブラッドベリー科学博物館（Bradbury Science Museum）に落下傘とともに展示されている。日本でも広島平和記念資料館および長崎原爆資料館 にその一部分が保存・展示されている。

## 長崎原爆

### 出撃命令39号
「出撃命令39号」は、別称として「野戦命令17号」、「特殊爆撃任務16号」、「センターボード II作戦」などがある。当初の目標は、「小倉造幣廠および市街地」にプルトニウム原子爆弾F31「ファットマン」を投下することだった。
B-29爆撃機シルバープレート（機体番号：4-27353）　ビクターナンバー89「グレート・アーティスト」には、クルー C-13（機長　フレデリック・ボック）が搭乗した。
広島市への原爆投下は計画どおり完璧に実行された。しかし、第2回目の原爆投下計画は、様々なトラブルやアクシデントに襲われ計画は大幅に変更された。そのひとつは、8月11日に実施予定だった計画が、テニアン島付近の天候の悪化により8月9日に変更になったことである。

### 作戦に関連したB-29爆撃機シルバープレート
気象観測機は次の2機。
| 機体番号 | 機体名                               | ビクターナンバー | 機長         | クルー番号 | 行き先 |
| -------- | ------------------------------------ | ---------------- | ------------ | ---------- | ------ |
| 292号    | エノラ・ゲイ                         | 82               | マクォート   | B-10       | 小倉   |
| 347号    | ラッギン・ドラゴン（Laggin’ Dragon） | 95               | マックナイト | B-8        | 長崎   |

この2機は、03：03（マリアナ時間。日本時間02：03）にテニアン島北飛行場を離陸。小倉と長崎へそれぞれ向かった。到着後、暗号無線で気象情報を送信。小倉上空は、9:13（マリアナ時間。日本時間8:13）に報告。視界無限大。「もや」がかかる(hazy)と報告。長崎は、視界無限大。はっきりしていると報告。別資料では、長崎上空は、9：19（マリアナ時間。日本時間8：19）に視界無限大と評価報告。その後、2機は基地へ帰った。19：19（マリアナ時間。日本時間18：19）に帰着。。
攻撃機は、次の3機だった。
| 機体番号 | 機体名                 | ビクターナンバー | 機長       | クルー番号 | 任務                                       |
| -------- | ---------------------- | ---------------- | ---------- | ---------- | ------------------------------------------ |
| 297号    | ボックスカー           | 82               | マクォート | B-10       | プルトニウム原子爆弾「ファットマン」の投下 |
| 353号    | グレート・アーティスト | 89               | ボック     | C-15       | ラジオゾンデ投下による爆風圧測定           |
| 354号    | ビッグ・スティンク     | 90               | ホプキンス | C-14       | 動画映像・写真撮影、2人のオブザーバ同乗    |

- ビッグ・スティンクのクルー C-14の機長は、通常、ノーマン・W・レイ(Norman W. Ray)[39]だったが、病気のため、ホプキンス(James I. Hopkins, Jr.)[40][注釈 9]が務めた。

- 出発直前、FASTAX高速度カメラで爆発瞬間を撮影する予定であったロバート・サーバーが自分用の落下傘を忘れていたために搭乗を許されず、機が出発後、その操作法を基地から連絡することになった。
- ビッグ・スティンクに同乗したイギリスのオブザーバーは、ウィリアム・ペニー博士と、レナード・チェシャー大佐であった。

攻撃機3機は03:49から03:51（マリアナ時間。日本時間02:49から02:51）にテニアン島北飛行場を離陸した。
B-29「グレート・アーティスト」は09：12（マリアナ時間。日本時間08:12）に合流地点である屋久島上空に到着。先に到着していたB-29「ボックスカー」と合流した。
合流地点、屋久島上空に写真撮影機B-29「ビッグ・スティンク」が現れず。09:56（マリアナ時間。日本時間08:56）に2機で小倉へ向かう。10：44（マリアナ時間。日本時間 9:44）に攻撃始点、姫島上空に到着。
3回投弾を試みたが果たせず、高射砲よる反撃を受け、日本の戦闘機も上昇してきたので11：33（マリアナ時間。日本時間10:33）に第2目標長崎に変更。長崎市街地に11：58から12：01（マリアナ時間。日本時間10：58から11：01）に投弾
B-29「グレート・アーティスト」は3個のラジオゾンデを投下して「ボックスカー」のあとを追うかのように機体を60度に傾け左に155度旋回、急降下して爆発地点から遠ざかる回避飛行を行った。
天候は、7/10-8/10の高積雲。雲の孔を通して爆撃した。気圧高度：28,900フィート。爆撃の結果：良好から可。爆撃航程の90％はレーダーで、最後の10％を爆撃手がひき継ぎ目視で修正した。爆弾は三菱工場のおよそ500フィート南に命中。
3機は燃料不足により14：00から14：04（マリアナ時間。日本時間13：00から13：04）に沖縄読谷飛行場に着陸。給油を行い、17：03から17：06（マリアナ時間。日本時間16：03から16：06）に離陸、テニアン島へ向かった。23：06から23：39（マリアナ時間。日本時間22：06から22：39）にテニアン北飛行場に帰着した。

### 「グレート・アーティスト」の搭乗員（長崎原爆）
- 機長：フレデリック・ボック / Frederick C. Bock
- 副操縦士：ヒュー・C・ファーガソン / Hugh C. Ferguson
- 航法士：レオナルド・A・ゴッドフリィ / Leonard A. Godfrey
- 爆撃士：チャールズ・レビー / Charles Levy
- 無線通信士：ラルフ・D・カレー / Ralph D. Curry
- 航空機関士：ロデリック・F・アーノルド / Roderick F. Arnold
- 銃座担当士・副航空機関士：ラルフ・D・ビランジャー / Ralph D. Belanger
- レーダー担当士：ウィリアム・C・バーニー / William C. Barney
- 後部銃座担当士：ロバート・J・ストック / Robert J. Stock

### ラジオゾンデによる爆発威力の測定（長崎原爆）
- ウォルター・グッドマン / Walter Goodman[53]

- ローレンス・H・ジョンストン / Lawrence H. Johnston

プロジェクト・アルバータの科学者。トリニティ実験、広島原爆、長崎原爆の3回の原爆爆発の瞬間を目撃した唯一の人間となった。アルヴァレッズとともに原子爆弾「ファットマン」の起爆装置であるブリッジワイヤー雷管の開発にも関わった。二人の名前で特許を取得した。また、ラジオゾンデの開発にも関わった。
- ジェシー・クッファバーグ　/Jesse Kupferberg[55]

プロジェクト・アルバータに属する陸軍の二等軍曹。技術軍曹。工学技術に関する専門知識を持っていて、2つの原爆のテニアン島への輸送・組み立てやラジオゾンデの組み立ておよび調整などを担当した。

### 報道関係者
- ウィリアム・L・ローレンス

極秘にすすめられた原子爆弾開発（マンハッタン計画）を特定の報道関係者に対して取材をアメリカ軍は許可した。そのひとりが、ニューヨーク・タイムズ記者のウィリアム・ローレンスだった。彼は、秘密のトリニティ実験を取材した。それから、テニアン島へ行き、原爆投下作戦に同行しようとした。しかし、広島原爆では搭乗が許可されなかった。ところが、2回目の原爆投下作戦では許可され、B-29「グレート・アーティスト」に同乗した。長崎市への原爆投下の瞬間をコックピットから目撃した。

## パンプキン爆弾
アメリカ国内、テニアン島周辺で訓練を重ねたあと、敵国日本に対してパンプキン爆弾を投下する作戦が実施された。

### 7月20日
出撃命令20号。7月20日、この日は10機が参加した　。
1945年7月20日。B-29爆撃機 シルバープレート（機体番号44-27353）には、クルー C-15、機長オルベリー（Charles Albury）が搭乗。この日初めて実戦として日本国内へのパンプキン爆弾を投下する作戦が開始された。福島県のある目標を目指したが、プロペラエンジンの不調により日本国内に近づいたところで海上投棄(北緯23°52’　-　東経141°36’)して基地に帰還した。帰還後、機体を検査したが異常は見つからなかった。作戦実行とは記録されず。投弾目標は品川製作所だった。

### 7月24日
作戦命令24号。10機が参加。
1945年7月24日。B-29爆撃機 シルバープレート（機体番号44-27353）にはクルー C-15、機長オルベリー（アルバリー）が搭乗。神戸を攻撃。神戸に対してはあと3機が参加。合わせて4カ所を爆撃した。
最終報告は、任務No. 5、6、7として記載されている。
結果は任務No. 6に記載されている。気圧高度28,700ｍから目視投弾。爆撃の結果は優秀。
投弾地点は、国鉄（大阪鉄道局）鷹取工機部（北緯34°38’50” – 東経135°08’10”）。実際は目標を大きくはずれ須磨の住宅地に着弾。その地点は、現在：山陽電鉄東須磨駅北、神戸市須磨区若木町3丁目である。
死傷者：死亡1。

### 7月29日
出撃命令30号。8機参加。
最終報告によると、任務番号10，11，12に分けられている。
任務番号11によると、
7月29日、7353機は、郡山操車場（北緯37°24’　-　東経140°24’）に1個のパンプキン爆弾を投下した。気圧高度28,000フィート（8400ｍ）から、雲量5/10で雲を通して爆撃。搭乗クルーはB-9、機長は ロバート A. ルイス（Robert A. Lewis）だった。目視投弾。爆撃の結果は優秀。このとき、ヴァン・カークが同乗していた。
日本側による記録では、爆撃により被害は、鉄道貨車が全壊5，大破5、中破3，小破7輛だった。鉄道線路入替線310ｍ切損。同日中に修理して列車運転には支障がなかった。死傷者の状況は、死亡23、負傷者204と記録されている。
このあと、8月6日 広島市への原子爆弾投下、8月9日 長崎市への原子爆弾投下へと続くことになる。

## 戦後

### 帰還
1945年11月、第509混成部隊とともにニューメキシコ州にあるロズウェル陸軍飛行場に帰還した。1946年7月にビキニで行われたクロスロード核実験作戦の第1.5任務部隊（Task Force 1.5）に割り当てられた短期間を除いて、残りの飛行キャリアをそこで過ごした。1946年9月には現在第509爆撃航空団（the 509th Bombardment Group）に指定されている第509部隊（the 509th）に帰還した。

### 廃棄
1948年9月3日、極地航行訓練任務中、ラブラドルのグースベイ空軍基地から離陸後にエンジンに問題が発生し、着陸しようとして滑走路の端から逸脱した。機体は大きな損傷を受け、二度と飛行することはできなくなった。その歴史的重要性にもかかわらず、最終的には 1949 年 9 月にグースベイで廃棄された。

### 展示

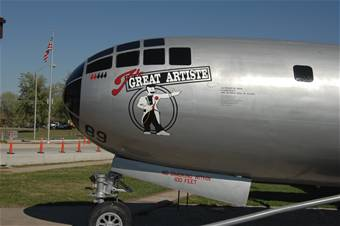
ホワイトマン空軍基地に固定して屋外展示されているB-29爆撃機「グレート・アーティスト」

現在、B-29爆撃機「グレート・アーティスト」のノーズアートを描いた機体が、第509爆撃航空団の本拠地であるミズーリ州にあるホワイトマン空軍基地(Whiteman Air Force Base, Missouri)の「スピリット・ゲート」(Spirit Gate)に固定して屋外展示されている。この航空機は元々 B-29爆撃機 機体番号44-61671 で、朝鮮戦争中に SB-29「スーパー ダンボ」救難機（SB-29 "Super Dumbo"）として使用されていたが、「グレート・アーティスト」のノーズアートを描くために改装され、1991 年のピーズ空軍基地（Pease Air Force Base）の閉鎖後にミズーリ州にあるホワイトマン空軍基地(Whiteman Air Force Base)に移された。